# João Moreira (calciatore 2004)
João Moreira Sanmartin Souza, noto semplicemente come João Moreira (San Paolo, 21 maggio 2004), è un calciatore portoghese con cittadinanza brasiliana, difensore del Porto B in prestito dal San Paolo.

## Caratteristiche tecniche
Terzino destro molto versatile, abile in fase offensiva, può essere schierato anche sulla fascia opposta e come centrocampista.

## Carriera

### Club
Cresciuto nel settore giovanile del San Paolo, ha esordito in prima squadra il 28 febbraio 2022, nella partita del Campionato Paulista vinta per 1-2 contro l'Água Santa. Il 7 luglio seguente segna la prima rete tra i professionisti, in occasione dell'incontro di Coppa Sudamericana vinto per 4-1 contro l'Universidad Católica, diventando così il più giovane marcatore della storia del club nella competizione. Il 31 gennaio 2025 si trasferisce in prestito al Porto.

### Nazionale
Ha giocato nella nazionale portoghese Under-18.

## Statistiche

### Presenze e reti nei club
Statistiche aggiornate al 28 novembre 2022.
| Stagione        | Squadra         | Campionato      | Campionato | Campionato | Coppe nazionali | Coppe nazionali | Coppe nazionali | Coppe continentali | Coppe continentali | Coppe continentali | Altre coppe | Altre coppe | Altre coppe | Totale | Totale |
| Stagione        | Squadra         | Comp            | Pres       | Reti       | Comp            | Pres            | Reti            | Comp               | Pres               | Reti               | Comp        | Pres        | Reti        | Pres   | Reti   |
| --------------- | --------------- | --------------- | ---------- | ---------- | --------------- | --------------- | --------------- | ------------------ | ------------------ | ------------------ | ----------- | ----------- | ----------- | ------ | ------ |
| 2022            | San Paolo       | A+A1/SP         | 5+3        | 0          | CB              | 1               | 0               | CS                 | 2                  | 1                  | -           | -           | -           | 11     | 1      |
| Totale carriera | Totale carriera | Totale carriera | 8          | 0          |                 | 1               | 0               |                    | 2                  | 1                  |             | -           | -           | 11     | 1      |

## Palmarès

### Club

#### Competizioni nazionali
- Coppa del Brasile: 1

San Paolo: 2023
- Supercoppa del Brasile: 1

San Paolo: 2024